# حلقي البوتان
حلقي البوتان (أو سيكلوبوتان ) مركب عضوي  من مجموعة الألكانات الحلقية الأليفاتية   له الصيغة الكيميائية C4H8، ويكون على شكل غاز عديم اللون.

## التحضير
حضر حلقي البوتان لأول مرة سنة 1907 من الكيميائي ريشارد فيلشتيتر وجيمس بروس من هدرجة حلقي البوتين بوجود حفاز من النيكل.

## الخواص
تكون زاوية الرابطة بين ذرات الكربون في الجزيء صغيرة مما يخضع البنية الحلقية إلى إجهاد، ولذلك تكون طاقة الرابطة فيه منخفضة بالمقارنة مع الجزيئات الخطية أو البنى غير المجهدة من الهيدروكربونات مثل البوتان غير الحلقي أو حلقي الهكسان. ولذلك فإن حلقي البوتان غير مستقر وغير ثابت عند درجات الحرارة المرتفعة.
لا يمتلك المركب بنية مستوية، ولكن يكون للذرات هندسة جزيئية منطوية، قد تأخذ شكلين متصاوغين؛ بشكل يقلل فيه المركب من الشكل المكسوف، بترتيب يعرف باسم «الفراشة».

## مشتقات حلقي البوتان
على الرغم من الإجهاد الموجود في حلقي البوتان، إلا أنه وجد مؤخراً مشتقات طبيعية من المركب موجودة في بعض أنواع البكتريا وذلك في أغشيتها الكثيفة، على شكل مركب pentacycloanammoxic acid (خماسي حلقي حمض الأناموكسيك). والذي هو عبارة عن لاديران (مركب سلّمي) يتألف من خمس وحدات مدمجة من حلقي البوتان.
كما يمكن أن تتشكل بنية من حلقي البوتان أثناء ديمرة كيميائية ضوئية لمركب بيريميدين؛ الأمر الذي يحدث في ديمرة الثايمين: